# أنتونيو برادو
أنتونيو برادو هي بلدية تقع في منطقة سيرا غاوتشا بولاية ريو غراندي دو سول البرازيلية. تضم المدينة أكبر مجموعة من التراث المعماري الذي حدده المعهد الوطني للتراث التاريخي والفني (IPHAN) والمتعلق بالاستعمار الإيطالي في البرازيل. ويُقدر عدد سكانها بنحو 13.045 نسمة.

## التاريخ
سكن شعب كاينغانغ الأصلي جبال سيرا غاوتشا منذ القدم، ولكن ما يُسمى بـ"البوغريروس" أجبروهم على النزوح، كجزء من سياسة رسمية للحكومة البرازيلية لفرض ثقافة البيض على السكان البرازيليين. وقد أتاح هذا في أواخر القرن التاسع عشر لإمبراطورية البرازيل فرصة استعمار المنطقة بسكان أوروبيين.
كانت الغابة القديمة التي تغطي كامل بلدية أنطونيو برادو الحالية مأهولة فقط بشعبي تابي وكورادوس الأصليين (كاينغانغ)، الذين كانوا يعيشون على ثمار غابات الصنوبر الشاسعة حتى عام 1880. لم يصل إلى المنطقة لا المبشرون اليسوعيون الذين أسسوا فاكاريا دوس بينهايس، ولا الأب فرانسيسكو خيمينيس الذي مسح المنطقة عام 1633، ولا بعثة رابوسو تافاريس عام 1863. لم يغامر مزارعو كامبوس دا فاكاريا، الذين تسللوا إلى الغابة المحيطة في القرن التاسع عشر لاحتلال الأراضي للزراعة وتربية الماشية، بتجاوز حدود البلدية الحالية.
استقر سيماو ديفيد دي أوليفيرا حوالي عام 1880 على الضفة اليمنى لنهر داس أنتاس. سافر سيرًا على الأقدام من ساو باولو، ودخل أراضي ريو غراندي دو سول عبر فاكاريا. وتبع نهر فييرا، نازلًا إلى ريو داس أنتاس، بحثًا عن مكان لبناء كوخه. وفي المساحة المنبسطة الوحيدة التي وجدها، بالقرب من مصب نهر لياو ونهر تيغري، استقر سيماو. كان الممر المعروف باسم "باسو دو سيماو" بمثابة مدخل إلى المستعمرة الجديدة في أوائل عام 1886.
أُنشئت هذه المستعمرة عام 1885 بأمر من الإمبراطور دوم بيدرو الثاني ومسؤولين آخرين، وذلك لإنشاء مركز استعماري على الضفة اليمنى لنهر ريو داس أنتاس خلال عام 1886 وعام 1887. لم يكن لهذا المركز اسم، لذا اقترح المحامي مانويل باراتا غويس، كبير مهندسي لجنة قياس الأراضي، وطلب تسمية المستعمرة الجديدة باسم أنطونيو برادو، تكريمًا لأنطونيو دا سيلفا برادو، وهو مزارع من ساو باولو شجع، بصفته وزيرًا للزراعة آنذاك، وصول المهاجرين الإيطاليين إلى البرازيل وأنشأ مراكز استعمارية في ريو غراندي دو سول.
كانت أنطونيو برادو آخر مستعمرة إيطالية أنشأتها الحكومة الإمبراطورية. استقر أوائل الإيطاليين في المنطقة في عام 1886 مكرسين أنفسهم للزراعة على نطاق صغير. تُعتبر حاليًا المدينة ذات التأثير الإيطالي الأكبر في البرازيل.
أُنشئت المنطقة باسم أنتونيو برادو بموجب القانون البلدي رقم 66 الصادر في 26 سبتمبر 1894، وكانت تابعة لبلدية فاكاريا. وبعد فصلها عن فاكاريا، رُقّيت أنطونيو برادو إلى مرتبة مدينة بموجب المرسوم الحكومي رقم 220 الصادر في 11 فبراير 1899.
في عام 2015، أصبحت البلدية، في تقسيم إقليمي، تتكون من ثلاث مقاطعات: أنتونيو برادو، ولينها 21 دي أبريل، وسانتانا.
في 28 سبتمبر 2016، تم الاعتراف رسميًا باللغة الإيطالية، لهجة تاليان، في البلدية.

## أصل الاسم
اسم المدينة هو تكريم لمزارع ساو باولو أنتونيو دا سيلفا برادو، الذي أسس مستوطنات استعمارية في ريو غراندي دو سول وشجع هجرة الإيطاليين إلى البلاد عندما كان وزيرًا للزراعة.

## الجغرافيا
تحيط بها بلديات إيبي، فلوريس دا كونها، فيلا فلوريس، نوفا روما دو سول، ساو ماركوس، نوفا بادوا، وبروتازيو ألفيس. وتبعد 184 كم عن بورتو أليغري.
تقع أنتونيو برادو عند خط عرض 28°51'30" جنوبًا وخط طول 51°16'58" غربًا، وترتفع 658 مترًا. وتبلغ مساحتها 343.28 كيلومترًا مربعًا، وقدر عدد سكانها في عام 2018 بـ 13,055 نسمة. وتبلغ الكثافة السكانية الفعلية 37 نسمة لكل كيلومتر مربع.